# Elfriede Binder
Klaus Morgenstern:
Porträtfoto von Elfriede Binder (1986)

Link zum Bild

Elfriede Binder, auch Elfriede Binder-Staßfurt (* 25. August 1927 in Magdeburg), ist eine deutsche Grafikerin,  Illustratorin und Buchgestalterin.

## Leben und Werk
Die am 25. August 1927 in Magdeburg geborene Elfriede Binder war mit ihrem Berufskollegen Eberhard Binder-Staßfurt verheiratet, mit dem sie meist zusammenarbeitete. Im Jahr 1952 gehörten beide zu den Gründungsmitgliedern des Verbandes Bildender Künstler der DDR.
Gemeinsam illustrierten Elfriede und Eberhard Binder über 250 Bücher, darunter Klassiker der Kinder- und Jugendliteratur der DDR. Überwiegend mit Aquarellen, aber auch mit Bleistiftzeichnungen und mehrfarbigen Linolschnitten schufen sie die Illustrationen für Bilderbücher, Gedichtsammlungen, Märchen- und Sachbücher. 
Im Laufe der Jahre wandten sie sich immer mehr der Buchgestaltung zu. Mit Fidelio und Schrumm brachten sie 1976 ihr erstes komplett selbst gestaltetes Werk heraus, dem weitere folgten. Andreas Bode, der ehemalige Direktor der Internationalen Jugendbibliothek in München charakterisiert ihren Darstellungsstil als „freundlich karikierend“. Er beschreibt ihre künstlerische Entwicklung wie folgt: „Noch 1967, im Lexikon Von Anton bis Zylinder schwankte ihr Stil zwischen plakativer flächiger Anlage und schon individuellerer Darstellung. Ab den siebziger Jahren hatten sie endlich ihre eigene Handschrift gefunden: locker gezeichnete Figuren, aber in den Konturen geschlossen, und weitgehend flächige Farbfelder.“
Besondere Beachtung fanden drei Farbtafeln, die das Ehepaar für das Jugendbuch Weltall Erde Mensch schuf, das sich allgemein durch den Text ergänzende, vielfarbig illustrierte und detailgetreue Pläne zum Aufklappen auszeichnete. Mit den erläuternden Farbtafeln zu den Themen „Wasserkraftwerk“, „Erdölverarbeitungswerk Schwedt/Oder“ und „Stadtzentrum Berlin mit Fernsehturm“ veranschaulichten Elfriede und Eberhard Binder komplizierte Prozesse und Maschinen und zeigten „auf utopische, aber dennoch nicht unrealistische Weise architektonische und städtebauliche Ideen, wie beispielsweise für den Berliner Alexanderplatz.“
Über die Illustrationen der Binders in Franz Fühmanns Buch Die Sage vom Untergang Trojas und von den Irrfahrten des Odysseus, neu erzählt von Franz Fühmann aus dem Jahr 1968 im Vergleich mit der Neuausgabe von 1996 schrieb ein Rezensent in der Tageszeitung Neues Deutschland: „Eberhard und Elfriede Binder hatten das Geschehen um Troja mit mehrfarbigen Linolschnitten so eindrucksvoll »bebildert«, daß es mir heute noch schwer fiele, andere bildhafte Vorstellungen gelten zu lassen“ und „Muß denn alle Buchkunst den Bach hinuntergehen?“
Das Winckelmann-Museum in Stendal besitzt in seiner Sammlung von Werken der Antikenrezeption in der DDR zwei Handabzüge von Farblinolschnitten mit den Titeln Artemis und Eos und Hirte, deren Druckplatten Elfriede Binder 1979 herstellte.
Drei Bände der Serie Schlüsselbücher, die im Altberliner Verlag zu Themen aus dem Bereich der Gesellschafts- und Naturwissenschaften oder Technik erschien, wurden von Elfriede und Eberhard Binder illustriert: Das gezähmte Feuer (1982), Der wunderbare Klang (1985) und Vom goldenen Handwerk (1986). In Der wunderbare Klang stellten sie die Geschichte der Musik und zahlreiche Instrumente kindgerecht und detailgenau dar. Sie illustrierten in der Folge weitere Sachbücher für Kinder über einzelne musikalische Werke – wie beispielsweise die Lortzing-Oper Zar und Zimmermann – für die ihr Schwiegersohn Guido Bimberg den Text verfasst hatte. 
Am 2. Januar 1985 erschien in der Tageszeitung Neues Deutschland ein Interview mit dem Grafikerpaar, das in ihrem Magdeburger Atelier geführt worden war. In dem mehrspaltigen, bebilderten Artikel mit dem Titel „Jeder Auftrag ist für uns ein Stück Neuland“ erzählten die Künstler unter anderem von den wochenlangen, aufwändigen Vorbereitungsarbeiten für jedes neue Buch und die Abläufe ihrer Teamarbeit.
In der Sammlung der Deutschen Fotothek ist unter den zahlreichen Porträtaufnahmen, die der Fotograf Klaus Morgenstern von Künstlern, Autoren und Kunstschaffenden in der DDR anfertigte, auch ein Fotoporträt von Elfriede Binder enthalten, das am 22. Juni 1986 entstanden ist.
Elfriede Binder war bis 1990 Mitglied des Verbands Bildender Künstler der DDR und u. a. von 1958 bis 1988 auf allen Deutschen Kunstausstellungen bzw. Kunstausstellungen der DDR in Dresden vertreten.

## Familie
Elfriede Binder ist Mutter zweier Kinder. Ihre Tochter Christiane (* 1955) war mit dem Musikwissenschaftler Guido Bimberg (* 1954) verheiratet, einem Sohn des Hallenser Komponisten und Musikwissenschaftlers Siegfried Bimberg. Der 1958 geborene Sohn Thomas Binder ergriff denselben Beruf wie seine Eltern; auch er illustrierte unter anderem einige musikbezogene Kinderbücher seines Schwagers Guido Bimberg.

## Fotografische Darstellung Elfriede Binders
- Klaus Morgenstern: Elfriede Binder (1986) (online)

## Werke (Auswahl)
als Illustratorin (mit Eberhard Binder)
- Boris Anastassjewitsch Kordemski: Köpfchen, Köpfchen! Urania, Leipzig 1962.
- Von Anton bis Zylinder. Kinderbuchverlag, Berlin 1967, OCLC 838323866.
- Franz Fühmann: Das hölzerne Pferd: die Sage vom Untergang Trojas und von den Irrfahrten des Odysseus; nach Homer und anderen Quellen/neu erzählt von Franz Fühmann. Neues Leben, Berlin 1968.
- Miriam Schlein: Ein Käse für den König. Carlsen, 1969, ISBN 3-551-51081-4.
- Weltall Erde Mensch. Ein Sammelwerk zur Entwicklungsgeschichte von Natur und Gesellschaft. Neues Leben, Berlin 1970 (3 Farbtafeln).
- Franz Fühmann: Das Nibelungenlied. Neu erzählt von Franz Fühmann. Neues Leben, Berlin 1971.
- James Krüss: Seifenblasen zu verkaufen. Das große Nonsens-Buch. Bertelsmann, Gütersloh 1972.
- Alfred Könner: Sonne weck den Igel auf. Berlin 1977, OCLC 74304121.
- Rudolf Chowanetz: Halstuch, Trommel und Fanfare. Kinderbuchverlag, Ost-Berlin 1978.
- Alfred Könner: Das gezähmte Feuer (= Schlüsselbücher). Altberliner Verlag, Berlin 1982.
- Ingeborg Feustel: Die Wolke mit den Katerbeinen. Altberliner Verlag, Berlin 1984.
- Guido Bimberg: Der wunderbare Klang (= Schlüsselbücher). Altberliner Verlag, Berlin 1985.
- Alfred Könner: Vom goldenen Handwerk (= Schlüsselbücher). Altberliner Verlag, Berlin 1986, ISBN 3-7903-0336-4.
- Guido Bimberg: Oh, ich bin klug und weise. Zar und Zimmermann von Albert Lortzing (= Musiktheater in Wort und Bild – Berühmte Werke, Kindern vorgestellt). Deutscher Verlag für Musik, Leipzig 1988.
- Götter, Helden, Ungeheuer. (= Mein kleines Lexikon), Kinderbuchverlag, Berlin 1988, ISBN 3-358-00913-0.

als Buchgestalterin (mit Eberhard Binder)
- Fidelio und Schrumm. Kinderbuchverlag, Berlin 1976, OCLC 74340495.
- Der rote Robert: oder ein Ausflug. Kinderbuchverlag, Berlin 1980, ISBN 3-451-19416-3.
- Zirkus Salami: Kater Max sucht Mieze Katz. Altberliner Verlag, Berlin 1985, ISBN 3-451-20704-4.
- Unterwegs mit Sack und Pack. Kinderbuchverlag, Berlin 1987, ISBN 3-451-21066-5.
  - En sån dag! Opal, Stockholm 1989, ISBN 91-7270-547-7 (schwedisch).
- Introducing Fire. Young Library, Brighton 1989, ISBN 978-0-946003-91-4 (englisch).

## Posthume Ausstellung
Im Frühjahr 2023 widmete sich eine Werkschau in Brandenburg an der Havel mit dem Titel Geschichten und Geschichte. Buchillustrationen von Elfriede & Eberhard Binder den Illustrationen des Künstlerpaares zu drei epischen Erzählungen: Homers Ilias und Odyssee sowie dem mittelalterlichen Nibelungenlied. Eine Kooperation mit der Staatsbibliothek zu Berlin ermöglichte die erstmalige öffentliche Präsentation vieler selten gezeigter Original-Linolschnitte des Künstlerpaares.